# FIFA Ballon d'Or
FIFA Ballon d'Or, ungefär "FIFA:s guldboll", var ett individuellt fotbollspris till spelare inom herrfotbollen som delades ut av internationella fotbollsförbundet FIFA åren 2010-2015. Det var en sammanslagning mellan fotbollstidningen France Footballs pris Ballon d'Or och Fifas pris FIFA World Player, som efter 2015 åter blev två separata pris. Ballon d'Or hade delats ut sedan 1956 och var ursprungligen ett pris till bästa europeiska fotbollsspelare men delades de sista åren ut till bästa spelare internationellt, FIFA började dela ut pris till världens bästa spelare 1991. Det sammanslagna priset delades ut sex gånger och den argentinske fotbollsspelaren Lionel Messi fick priset fyra gånger och den portugisiske spelaren Cristiano Ronaldo fick det två gånger. De spelade båda i den spanska ligan, för FC Barcelona respektive Real Madrid. År 2016 delades de båda priserna på två igen, båda prisutdelarna räknar vinnarna i det sammanslagna priset som vinnare av det egna priset i historiska uppräkningar.

## Pristagare

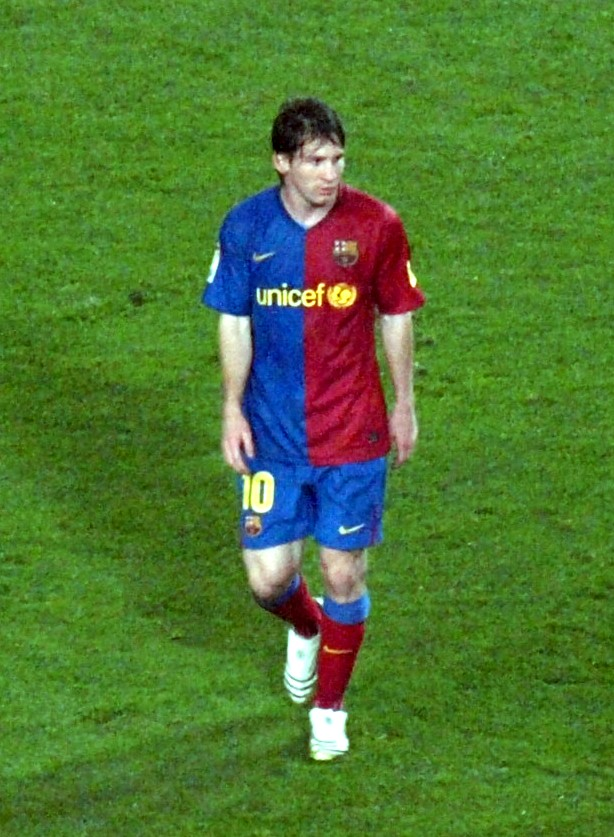
Lionel Messi vann FIFA Ballon d'Or 2010, 2011, 2012 och 2015.

| 2015 | 1:a | Lionel Messi      | FC Barcelona      | 41%   |
| 2015 | 2:a | Cristiano Ronaldo | Real Madrid       | 28%   |
| 2015 | 3:a | Neymar            | FC Barcelona      | 8%    |
| 2014 | 1:a | Cristiano Ronaldo | Real Madrid       | 38%   |
| 2014 | 2:a | Lionel Messi      | FC Barcelona      | 16%   |
| 2014 | 3:a | Manuel Neuer      | FC Bayern München | 16%   |
| 2013 | 1:a | Cristiano Ronaldo | Real Madrid       | 1 365 |
| 2013 | 2:a | Lionel Messi      | FC Barcelona      | 1 205 |
| 2013 | 3:a | Franck Ribéry     | FC Bayern München | 1 127 |
| 2012 | 1:a | Lionel Messi      | FC Barcelona      | 42%   |
| 2012 | 2:a | Cristiano Ronaldo | Real Madrid       | 24%   |
| 2012 | 3:a | Andrés Iniesta    | FC Barcelona      | 11%   |
| 2011 | 1:a | Lionel Messi      | FC Barcelona      | 48%   |
| 2011 | 2:a | Cristiano Ronaldo | Real Madrid       | 22%   |
| 2011 | 3:a | Xavi              | FC Barcelona      | 9%    |
| 2010 | 1:a | Lionel Messi      | FC Barcelona      | 23%   |
| 2010 | 2:a | Andrés Iniesta    | FC Barcelona      | 17%   |
| 2010 | 3:a | Xavi              | FC Barcelona      | 16%   |